# ČSD T 457.1 sorozat
A ČSD T 457.1 sorozat egy csehszlovák Bo'Bo' tengelyelrendezésű, dízelvillamos-erőátvitelű dízelmozdony-sorozat volt. 1988 és 1992 között összesen 62 darabot gyártott a ČKD a ČSD részére. Csehszlovákia felbomlása után a ČD-hez, mint ČD 731 sorozat, a ŽSSK-hoz, mint ŽSSK 731 sorozat került.